# Piacenza Football Club 1994-1995
Questa voce raccoglie le informazioni riguardanti il Piacenza Football Club nelle competizioni ufficiali della stagione 1994-1995.

## Stagione
Dopo la retrocessione dalla massima serie, per il campionato 1994-1995 la squadra, salvo pochi ritocchi (il difensore Stefano Rossini, il centrocampista Giuseppe Minaudo e soprattutto Filippo Inzaghi, rientrato dal prestito all'Hellas Verona), viene mantenuta inalterata sotto la guida di Gigi Cagni, giunto alla sua quinta stagione sulla panchina emiliana. Forte del trio d'attacco formato da Gianpietro Piovani, Antonio De Vitis e Pippo Inzaghi, trio autore di 42 reti complessive, il Piacenza ottiene il ritorno in Serie A con cinque giornate di anticipo, stabilendo anche il record di punti per la serie cadetta (71). Da questa stagione in poi, dopo averlo sperimentato nei campionati di terzo livello, anche nei due massimi campionati, Serie A e Serie B, la vittoria viene pagata con tre punti. Nel torneo Anglo-Italiano il Piacenza ottiene tre pareggi ed una sconfitta.  Nella Coppa Italia la squadra biancorossa supera il nel primo turno in gara unica la Spal, nel secondo turno supera il Bari, nel terzo turno lascia la manifestazione superata in entrambi i confronti dalla Lazio.

## Divisa e sponsor
Il fornitore ufficiale di materiale tecnico per la stagione 1994-1995 fu ABM, mentre lo sponsor di maglia fu Cassa di Risparmio di Parma e Piacenza.
| Casa | Trasferta | Terza divisa |

## Organigramma societario
Area direttiva
- Presidente: Leonardo Garilli
- Segretario: Giovanni Rubini

Area tecnica
- Direttore sportivo: Gian Pietro Marchetti
- Allenatore: Luigi Cagni
- Allenatore in 2ª: Gian Nicola Pinotti
- Preparatore atletico: Alberto Ambrosio

Area sanitaria
- Medico sociale: Augusto Terzi
- Massaggiatore: Romano Mandrini

## Rosa

Filippo Inzaghi, prodotto del vivaio piacentino e alla prima stagione effettiva in prima squadra, emerge tra i protagonisti della promozione con 15 gol in 37 gare di campionato.

## Rosa[3]
| N. |                   | Ruolo | Calciatore         |
| -- | ----------------- | ----- | ------------------ |
|    | Italia (bandiera) | P     | Tiziano Ramon      |
|    | Italia (bandiera) | P     | Massimo Taibi      |
|    | Italia (bandiera) | D     | Massimo Brioschi   |
|    | Italia (bandiera) | D     | Damiano Cesari     |
|    | Italia (bandiera) | D     | Massimo Colombotti |
|    | Italia (bandiera) | D     | Andrea Di Cintio   |
|    | Italia (bandiera) | D     | Settimio Lucci     |
|    | Italia (bandiera) | D     | Stefano Maccoppi   |
|    | Italia (bandiera) | D     | Fabio Manganiello  |
|    | Italia (bandiera) | D     | Cleto Polonia      |
|    | Italia (bandiera) | D     | Stefano Rossini    |

| N. |                   | Ruolo | Calciatore         |
| -- | ----------------- | ----- | ------------------ |
|    | Italia (bandiera) | C     | Luis Centi         |
|    | Italia (bandiera) | C     | Agostino Iacobelli |
|    | Italia (bandiera) | C     | Giuseppe Minaudo   |
|    | Italia (bandiera) | C     | Daniele Moretti    |
|    | Italia (bandiera) | C     | Giorgio Papais     |
|    | Italia (bandiera) | C     | Pasquale Suppa     |
|    | Italia (bandiera) | C     | Francesco Turrini  |
|    | Italia (bandiera) | A     | Antonio De Vitis   |
|    | Italia (bandiera) | A     | Filippo Inzaghi    |
|    | Italia (bandiera) | A     | Gianpietro Piovani |

## Calciomercato[3]

### Sessione estiva
| Acquisti | Acquisti          | Acquisti  | Acquisti              |
| R.       | Nome              | da        | Modalità              |
| -------- | ----------------- | --------- | --------------------- |
| P        | Tiziano Ramon     | Carrarese |                       |
| P        | Massimo Taibi     | Milan     | riscatto comproprietà |
| D        | Damiano Cesari    | Carpi     | fine prestito         |
| D        | Fabio Manganiello | Legnano   | fine prestito         |
| D        | Stefano Rossini   | Udinese   | comproprietà          |
| A        | Filippo Inzaghi   | Verona    | fine prestito         |

| Cessioni | Cessioni           | Cessioni | Cessioni              |
| R.       | Nome               | a        | Modalità              |
| -------- | ------------------ | -------- | --------------------- |
| P        | Rino Gandini       |          | fine carriera         |
| D        | Antonio Carannante | Avellino |                       |
| D        | Roberto Chiti      | Carpi    |                       |
| C        | Giuseppe Ferazzoli | Avellino | prestito              |
| A        | Marco Ferrante     | Parma    | riscatto comproprietà |

### Sessione autunnale
| Acquisti | Acquisti         | Acquisti | Acquisti |
| R.       | Nome             | da       | Modalità |
| -------- | ---------------- | -------- | -------- |
| C        | Giuseppe Minaudo | Atalanta | prestito |

| Cessioni | Cessioni       | Cessioni | Cessioni |
| R.       | Nome           | a        | Modalità |
| -------- | -------------- | -------- | -------- |
| C        | Luigi Erbaggio | Fasano   |          |
| A        | Simone Inzaghi | Carpi    | prestito |

## Risultati

### Campionato

#### Girone di andata
| Arbitro: | Bettin (Padova) |

|              |           |             |
| Matteoli 15’ | Marcatori | 87’ Inzaghi |

| Piacenza 10 settembre 1994 2ª giornata | Piacenza        | 0 – 0 referto | Cosenza | Stadio Galleana\| Arbitro: \| Nicchi (Arezzo) \| |
| Arbitro:                               | Nicchi (Arezzo) |               |         |                                                  |

| Vicenza 17 settembre 1994 3ª giornata | Vicenza          | 0 – 0 referto | Piacenza | Stadio Romeo Menti\| Arbitro: \| Bazzoli (Merano) \| |
| Arbitro:                              | Bazzoli (Merano) |               |          |                                                      |

| Arbitro: | Beschin (Legnago) |

|                       |           |  |
| Inzaghi 54’, 57’, 75’ | Marcatori |  |

| Venezia 2 ottobre 1994 5ª giornata | Venezia             | 0 – 0 referto | Piacenza | Stadio Pierluigi Penzo\| Arbitro: \| Collina (Viareggio) \| |
| Arbitro:                           | Collina (Viareggio) |               |          |                                                             |

| Arbitro: | D. Messina (Bergamo) |

|                            |           |  |
| De Vitis 34’ Iacobelli 63’ | Marcatori |  |

| Arbitro: | Franceschini (Bari) |

|  |           |             |
|  | Marcatori | 57’ Inzaghi |

| Arbitro: | Dinelli (Lucca) |

|  |           |                          |
|  | Marcatori | 16’ Inzaghi 23’ De Vitis |

| Arbitro: | Tombolini (Ancona) |

|                                    |           |                |
| Moretti 13’ Turrini 57’ Papais 73’ | Marcatori | 48’ N. Amoruso |

| Arbitro: | Treossi (Forlì) |

|               |           |                              |
| Lorenzini 81’ | Marcatori | 6’ Piovani 52’, 87’ De Vitis |

| Arbitro: | Bettin (Padova) |

|             |           |            |
| Inzaghi 26’ | Marcatori | 75’ Maenza |

| Arbitro: | Farina (Novi Ligure) |

|  |           |             |
|  | Marcatori | 68’ Inzaghi |

| Piacenza 4 dicembre 1994 13ª giornata | Piacenza      | 0 – 0 referto | Lecce | Stadio Galleana\| Arbitro: \| Lana (Torino) \| |
| Arbitro:                              | Lana (Torino) |               |       |                                                |

| Arbitro: | Rodomonti (Teramo) |

|                           |           |             |
| De Angelis 12’ Caccia 76’ | Marcatori | 44’ Piovani |

| Arbitro: | Cesari (Genova) |

|                               |           |                          |
| Papais 44’ (rig.) Piovani 77’ | Marcatori | 47’ Pizzi 59’ Scarchilli |

| Bergamo 23 dicembre 1994 16ª giornata | Atalanta         | 0 – 0 referto | Piacenza | Stadio Atleti Azzurri d'Italia\| Arbitro: \| Cardona (Milano) \| |
| Arbitro:                              | Cardona (Milano) |               |          |                                                                  |

| Arbitro: | Pacifici (Roma) |

|                          |           |  |
| De Vitis 30’ Moretti 89’ | Marcatori |  |

| Arbitro: | Cinciripini (Ascoli Piceno) |

|                                                     |           |                              |
| Minaudo 65’ (aut.) L. Piovanelli 75’ Ficcadenti 91’ | Marcatori | 34’ Moretti 55’, 66’ Piovani |

| Arbitro: | Racalbuto (Gallarate) |

|             |           |          |
| Piovani 73’ | Marcatori | 66’ Paci |

#### Girone di ritorno
| Arbitro: | Cardona (Milano) |

|            |           |  |
| Turrini 3’ | Marcatori |  |

| Arbitro: | Farina (Novi Ligure) |

|           |           |           |
| Negri 65’ | Marcatori | 34’ Centi |

| Arbitro: | Rodomonti (Teramo) |

|                                           |           |                  |
| Piovani 9’ Brioschi 34’ Sartor 88’ (aut.) | Marcatori | 48’ (rig.) Cozza |

| Arbitro: | Borriello (Mantova) |

|  |           |                         |
|  | Marcatori | 3’ Piovani 80’ De Vitis |

| Arbitro: | Gronda (Genova) |

|                          |           |             |
| Piovani 24’ De Vitis 60’ | Marcatori | 93’ Pittana |

| Arbitro: | Tombolini (Ancona) |

|                  |           |                  |
| F. Giampaolo 93’ | Marcatori | 25’, 69’ Inzaghi |

| Arbitro: | Pairetto (Nichelino) |

|                                                |           |  |
| De Vitis 35’, 50’ (rig.), 61’, 63’ Inzaghi 53’ | Marcatori |  |

| Arbitro: | Quartuccio (Torre Annunziata) |

|                                                  |           |  |
| Inzaghi 10’ Piovani 18’, 54’ De Vitis 35’ (rig.) | Marcatori |  |

| Arbitro: | Trentalange (Torino) |

|              |           |            |
| Masolini 21’ | Marcatori | 7’ Moretti |

| Arbitro: | Bonfrisco (Monza) |

|             |           |  |
| Inzaghi 24’ | Marcatori |  |

| Arbitro: | Pellegrino (Barcellona Pozzo di Gotto) |

|              |           |             |
| Scugugia 90’ | Marcatori | 64’ Piovani |

| Piacenza 23 aprile 1995 31ª giornata | Piacenza         | 0 – 0 referto | Chievo | Stadio Galleana\| Arbitro: \| Arena (Ercolano) \| |
| Arbitro:                             | Arena (Ercolano) |               |        |                                                   |

| Arbitro: | Brignoccoli (Ancona) |

|                       |           |                          |
| Ceramicola 11’ (rig.) | Marcatori | 24’ Piovani 40’ Brioschi |

| Arbitro: | Boggi (Salerno) |

|                        |           |  |
| Inzaghi 9’ Piovani 27’ | Marcatori |  |

| Arbitro: | Racalbuto (Gallarate) |

|          |           |  |
| Ripa 23’ | Marcatori |  |

| Arbitro: | Beschin (Legnago) |

|                    |           |                                                            |
| Inzaghi 54’ (rig.) | Marcatori | 19’ Bonacina 40’, 84’ (rig.) Ganz 73’ Pisani 90’ Valentini |

| Arbitro: | Bonfrisco (Monza) |

|              |           |  |
| Pistella 17’ | Marcatori |  |

| Arbitro: | Gronda (Genova) |

|             |           |  |
| Piovani 53’ | Marcatori |  |

| Arbitro: | Bazzoli (Merano) |

|          |           |  |
| Paci 43’ | Marcatori |  |

### Coppa Italia
| Arbitro: | Tombolini (Ancona) |

|  |           |              |
|  | Marcatori | 42’ De Vitis |

| Arbitro: | Cinciripini (Ascoli Piceno) |

|  |           |             |
|  | Marcatori | 90’ Inzaghi |

| Arbitro: | Quartuccio (Torre Annunziata) |

|              |           |              |
| De Vitis 54’ | Marcatori | 71’ Guerrero |

| Arbitro: | Rodomonti (Teramo) |

|                                |           |                         |
| Casiraghi 28’, 72’ Cravero 85’ | Marcatori | 18’ Inzaghi 45’ Piovani |

| Arbitro: | Cesari (Genova) |

|                               |           |                                   |
| Turrini 10’ Winter 24’ (aut.) | Marcatori | 63’ Cravero 66’ Negro 73’ Signori |

### Coppa Anglo-Italiana
| Middlesbrough 24 agosto 1994 Fase eliminatoria - Prima giornata | Middlesbrough | 0 – 0 | Piacenza | Ayresome Park\| Arbitro: \| Rosica \| |
| Arbitro:                                                        | Rosica        |       |          |                                       |

| Arbitro: | Parker |

|                        |           |                    |
| Brioschi 18’ Suppa 53’ | Marcatori | 6’ Carr 82’ Gannon |

| Arbitro: | Lloyd |

|                     |           |              |
| De Vitis 65’ (rig.) | Marcatori | 77’ Williams |

| Arbitro: | Dinelli |

|                                             |           |  |
| Butler 17’ Carruthers 37’, 50’ Gleghorn 85’ | Marcatori |  |

## Statistiche

### Statistiche di squadra[5]
| Competizione         | Punti | Totale | Totale | Totale | Totale | Totale | Totale | DR  |
| Competizione         | Punti | G      | V      | N      | P      | Gf     | Gs     | DR  |
| -------------------- | ----- | ------ | ------ | ------ | ------ | ------ | ------ | --- |
| Serie B              | 71    | 38     | 19     | 14     | 5      | 55     | 27     | +28 |
| Coppa Italia         |       | 5      | 2      | 1      | 2      | 7      | 7      | 0   |
| Coppa Anglo-Italiana | 3     | 4      | 0      | 3      | 1      | 3      | 7      | -4  |
| Totale               |       | 47     | 21     | 18     | 8      | 65     | 41     | +24 |

### Statistiche dei giocatori[3]
| Giocatore      | Serie B  | Serie B | Coppa Italia | Coppa Italia | Coppa Anglo-Italiana | Coppa Anglo-Italiana | Totale   | Totale |
| Giocatore      | Presenze | Reti    | Presenze     | Reti         | Presenze             | Reti                 | Presenze | Reti   |
| -------------- | -------- | ------- | ------------ | ------------ | -------------------- | -------------------- | -------- | ------ |
| M. Brioschi    | 31       | 2       | 4            | 0            | 4                    | 1                    | 39       | 3      |
| L. Centi       | 1        | 1       | 0            | 0            | 0                    | 0                    | 1        | 1      |
| D. Cesari      | 12       | 0       | 0            | 0            | 4                    | 0                    | 16       | 0      |
| M. Colombotti  | 0        | 0       | 0            | 0            | 1                    | 0                    | 1        | 0      |
| A. De Vitis    | 30       | 12      | 5            | 2            | 4                    | 1                    | 39       | 15     |
| A. Di Cintio   | 14       | 0       | 3            | 0            | 4                    | 0                    | 21       | 0      |
| A. Iacobelli   | 25       | 1       | 4            | 0            | 3                    | 0                    | 32       | 1      |
| F. Inzaghi     | 37       | 15      | 4            | 2            | 0                    | 0                    | 41       | 17     |
| S. Lucci       | 36       | 0       | 5            | 0            | 4                    | 0                    | 45       | 0      |
| S. Maccoppi    | 20       | 0       | 5            | 0            | 0                    | 0                    | 25       | 0      |
| F. Manganiello | 2        | 0       | 0            | 0            | 3                    | 0                    | 5        | 0      |
| G. Minaudo     | 21       | 0       | -            | -            | -                    | -                    | 21       | 0      |
| D. Moretti     | 34       | 4       | 4            | 0            | 4                    | 0                    | 42       | 4      |
| G. Papais      | 31       | 2       | 4            | 0            | 1                    | 0                    | 36       | 2      |
| G. Piovani     | 35       | 15      | 5            | 1            | 4                    | 0                    | 44       | 16     |
| C. Polonia     | 30       | 0       | 5            | 0            | 1                    | 0                    | 36       | 0      |
| T. Ramon       | 0        | -0      | 0            | -0           | 4                    | -7                   | 4        | -7     |
| S. Rossini     | 32       | 0       | 4            | 0            | 3                    | 0                    | 39       | 0      |
| P. Suppa       | 27       | 0       | 4            | 0            | 4                    | 1                    | 35       | 1      |
| M. Taibi       | 38       | -27     | 5            | -7           | 0                    | -0                   | 43       | -34    |
| F. Turrini     | 34       | 2       | 4            | 1            | 3                    | 0                    | 41       | 3      |